# Lista zabytków w Birkirkarze
To jest lista zabytków w miejscowości Birkirkara na Malcie, które są umieszczone na liście National Inventory of the Cultural Property of the Maltese Islands.

## Lista
| Nazwa zabytku                                                                                                  | Lokalizacja                                                                | Współrzędne                                   | Nr na liście NICPMI | Zdjęcie |
| --- | -------------------------------------------------------------------------- | --------------------------------------------- | ------------------- | ------- |
| Figurka Najświętszego Serca Jezusa                                                                             | "Sacred Heart", Triq L-Imsida                                              | 35°53′48,6″N 14°28′07,9″E/35,896835 14,468862 | 00200               |         |
| Figura św. Michała                                                                                             | Triq Mannarinu / Triq Paris                                                | 35°53′48,2″N 14°28′13,8″E/35,896716 14,470507 | 00201               |         |
| Kościół św. Franciszka z Asyżu                                                                                 | Triq L-Imsida                                                              | 35°53′52,5″N 14°28′03,6″E/35,897923 14,467670 | 00202               |         |
| Nisza Matki Bożej z Góry Karmel                                                                                | 3 Triq Paris                                                               | 35°53′49,3″N 14°28′06,5″E/35,897037 14,468472 | 00203               |         |
| Nisza św. Józefa                                                                                               | 55 Triq il-Qasab                                                           | 35°53′50,6″N 14°28′00,0″E/35,897394 14,466676 | 00204               |         |
| Nisza św. Konstantyna                                                                                          | 59 Triq L-Imsida (usunięta za zezwoleniem, w związku z przebudową parceli) | 35°53′52,2″N 14°27′58,8″E/35,897832 14,466324 | 00205               |         |
| Figura św. Józefa                                                                                              | 188 Triq L-Imsida                                                          | 35°53′51,8″N 14°27′58,5″E/35,897726 14,466242 | 00206               |         |
| Figura św. Heleny                                                                                              | 188-189 Triq L-Imsida                                                      | 35°53′51,8″N 14°27′58,2″E/35,897734 14,466165 | 00207               |         |
| Nisza Pietà | Triq Sant’Elena / Triq L-Imsida                                            | 35°53′51,8″N 14°27′54,9″E/35,897716 14,465251 | 00208               |         |
| Figura św. Antoniego                                                                                           | 52 Triq Santu Rokku / 2 Triq Sant’Elena                                    | 35°53′54,2″N 14°27′53,3″E/35,898387 14,464818 | 00209               |         |
| Nisza św. Pawła                                                                                                | 7-8 Triq Sant’Elena                                                        | 35°53′54,1″N 14°27′53,1″E/35,898355 14,464745 | 00210               |         |
| Nisza Matki Bożej Sacro Cuor                                                                                   | Triq id-Dejqa / Triq Sant’Elena                                            | 35°53′53,2″N 14°27′52,6″E/35,898121 14,464625 | 00211               |         |
| Nisza św. Heleny                                                                                               | 7 Triq id-Dejqa                                                            | 35°53′53,5″N 14°27′51,6″E/35,898181 14,464337 | 00212               |         |
| Figura Wniebowzięcia                                                                                           | Triq id-Dejqa / Triq San Guzepp                                            | 35°53′53,7″N 14°27′51,2″E/35,898237 14,464224 | 00213               |         |
| Figura św. Józefa                                                                                              | Triq id-Dejqa / Triq San Guzepp                                            | 35°53′53,8″N 14°27′51,2″E/35,898282 14,464229 | 00214               |         |
| Nisza Matki Bożej z Góry Karmel                                                                                | 44 Triq Santu Rokku                                                        | 35°53′52,6″N 14°27′52,3″E/35,897953 14,464522 | 00215               |         |
| Nisza Niepokalanego Poczęcia                                                                                   | Triq Santu Rokku / Triq L-Imsida                                           | 35°53′51,0″N 14°27′51,6″E/35,897495 14,464331 | 00216               |         |
| Figura św. Wincentego                                                                                          | Triq Santu Rokku / Triq L-Imsida                                           | 35°53′50,7″N 14°27′51,2″E/35,897403 14,464217 | 00217               |         |
| Nisza św. Rocha                                                                                                | 189 Triq Santu Rokku                                                       | 35°53′49,6″N 14°27′51,5″E/35,897110 14,464310 | 00218               |         |
| Nisza św. Michała                                                                                              | 187 Triq Santu Rokku                                                       | 35°53′49,8″N 14°27′51,4″E/35,897168 14,464291 | 00219               |         |
| Nisza św. Heleny                                                                                               | Triq Santu Rokku / il-Qasab                                                | 35°53′46,9″N 14°27′52,2″E/35,896359 14,464507 | 00220               |         |
| Nisza Matki Bożej z Góry Karmel                                                                                | Sqaq il-Matluwa                                                            | 35°53′56,6″N 14°27′55,7″E/35,899065 14,465472 | 00221               |         |
| Nisza Niepokalanego Poczęcia                                                                                   | Triq Santu Rokku / Sqaq Karla                                              | 35°53′57,8″N 14°27′56,6″E/35,899377 14,465720 | 00222               |         |
| Kościół św. Rocha                                                                                              | Triq Santu Rokku                                                           | 35°54′00,9″N 14°27′59,2″E/35,900243 14,466449 | 00223               |         |
| Nisza św. Rocha                                                                                                | Triq Santu Rokku (boczna ściana kościoła)                                  | 35°54′00,8″N 14°27′59,3″E/35,900224 14,466478 | 00224               |         |
| Nisza Matki Bożej z Góry Karmel                                                                                | 7 Sqaq Sampusa                                                             | 35°53′59,7″N 14°27′59,9″E/35,899927 14,466625 | 00225               |         |
| Nisza św. Józefa                                                                                               | 43 Sqaq Karla / Triq Santa Rita                                            | 35°53′56,7″N 14°27′58,6″E/35,899091 14,466278 | 00226               |         |
| Figura św. Heleny                                                                                              | Triq M. Pulis / Pjazza Sant’Elena                                          | 35°53′58,5″N 14°27′56,0″E/35,899576 14,465552 | 00227               |         |
| Nisza św. Heleny                                                                                               | 8 Triq San Giljan                                                          | 35°54′01,2″N 14°28′00,6″E/35,900335 14,466842 | 00228               |         |
| Nisza Matki Bożej z Góry Karmel                                                                                | 16 Triq San Giljan                                                         | 35°54′01,9″N 14°28′01,1″E/35,900525 14,466967 | 00229               |         |
| Nisza św. Józefa                                                                                               | 236 Triq San Giljan                                                        | 35°54′02,2″N 14°28′01,7″E/35,900612 14,467138 | 00230               |         |
| Nisza Świętej Rodziny                                                                                          | 34/35 Triq San Giljan                                                      | 35°54′04,1″N 14°28′03,2″E/35,901135 14,467546 | 00231               |         |
| Nisza św. Józefa                                                                                               | 42 Triq San Giljan                                                         | 35°54′04,5″N 14°28′05,2″E/35,901238 14,468112 | 00232               |         |
| Nisza Madonny z Dzieciątkiem Jezus                                                                             | Sqaq il-Gharghar / Triq San Giljan                                         | 35°54′04,5″N 14°28′06,7″E/35,901255 14,468531 | 00233               |         |
| Nisza Wniebowzięcia                                                                                            | 248 Triq San Giljan                                                        | 35°54′04,6″N 14°28′09,5″E/35,901276 14,469298 | 00234               |         |
| Kościół parafialny św. Heleny                                                                                  | Pjazza Sant’Elena                                                          | 35°54′00,1″N 14°27′55,2″E/35,900025 14,465324 | 00235               |         |
| Figura Niepokalanego Poczęcia                                                                                  | Triq L-Ilsiera / Pjazza Sant’Elena                                         | 35°53′57,4″N 14°27′53,8″E/35,899289 14,464953 | 00236               |         |
| Nisza św. Józefa                                                                                               | 4 Triq M. Pullis                                                           | 35°53′56,7″N 14°27′52,7″E/35,899094 14,464639 | 00237               |         |
| Kaplica św. Antoniego i św. Katarzyny                                                                          | Triq il-Kbira / Triq Sant’Elena                                            | 35°53′56,2″N 14°27′51,3″E/35,898958 14,464263 | 00238               |         |
| Figura św. Pawła                                                                                               | Triq San Guzepp / 118 Triq il-Kbira                                        | 35°53′55,0″N 14°27′50,7″E/35,898600 14,464070 | 00239               |         |
| Nisza Niepokalanego Poczęcia                                                                                   | 118 Triq il-Kbira (policja)                                                | 35°53′54,8″N 14°27′50,5″E/35,898563 14,464040 | 00240               |         |
| Nisza Najświętszego Serca Jezusa                                                                               | St Francis School, Triq L-Imnajjar                                         | 35°53′55,6″N 14°27′49,2″E/35,898790 14,463667 | 00241               | ceenter |
| Płaskorzeźba Madonny                                                                                           | 102 Triq il-Kbira                                                          | 35°53′53,7″N 14°27′50,0″E/35,898247 14,463879 | 00242               |         |
| Płaskorzeźba Najświętszego Serca Jezusa                                                                        | Triq il-Kbira / Triq Rigu                                                  | 35°53′52,0″N 14°27′48,2″E/35,897780 14,463400 | 00243               |         |
| Figura św. Heleny                                                                                              | 51 Triq il-Kbira                                                           | 35°53′50,9″N 14°27′47,6″E/35,897482 14,463232 | 00244               |         |
| Nisza św. Franciszka                                                                                           | Triq L-Imsida / Triq il-Kbira                                              | 35°53′49,9″N 14°27′47,4″E/35,897190 14,463178 | 00245               |         |
| Płaskorzeźba św. Heleny                                                                                        | Triq Qrejzu                                                                | 35°53′49,9″N 14°27′48,2″E/35,897198 14,463380 | 00246               |         |
| Nisza Matki Bożej z Góry Karmel                                                                                | 28 Triq Qrejzu                                                             | 35°53′48,9″N 14°27′46,6″E/35,896904 14,462942 | 00247               |         |
| Nisza św. Heleny                                                                                               | 33 Triq Qrejzu                                                             | 35°53′48,7″N 14°27′47,9″E/35,896848 14,463319 | 00248               |         |
| Nisza św. Józefa (poprzednio Niepokalanego Poczęcia) (figura Matki Bożej zastąpiona została figurą św. Józefa) | 123 Triq il-Kbira / Sqaq Dun Perin                                         | 35°53′56,7″N 14°27′50,9″E/35,899085 14,464138 | 00249               |         |
| Nisza Matki Bożej z Góry Karmel                                                                                | 121 Triq il-Kbira / Sqaq Dun Perin                                         | 35°53′56,4″N 14°27′51,0″E/35,899009 14,464160 | 00250               |         |
| Nisza Pietà | Sqaq Dun Perin                                                             | 35°53′56,4″N 14°27′49,5″E/35,899007 14,463739 | 00251               |         |
| Płaskorzeźba św. Heleny                                                                                        | 142 Triq il-Kbira                                                          | 35°53′57,2″N 14°27′51,5″E/35,899222 14,464312 | 00252               |         |
| Nisza Matki Bożej z Góry Karmel                                                                                | 133-135 Triq il-Kbira                                                      | 35°53′57,3″N 14°27′51,1″E/35,899257 14,464183 | 00253               |         |
| Figura św. Heleny                                                                                              | 185 Triq il-Kbira                                                          | 35°53′59,9″N 14°27′51,8″E/35,899986 14,464385 | 00254               |         |
| Figura Chrystusa Zbawiciela                                                                                    | Triq il-Kbira / Triq Bwieraq                                               | 35°54′00,9″N 14°27′51,8″E/35,900242 14,464377 | 00255               |         |
| Nisza Biczowania Chrystusa                                                                                     | 187 Triq il-Kbira                                                          | 35°54′00,3″N 14°27′51,7″E/35,900091 14,464374 | 00256               |         |
| Nisza św. Jana Ewangelisty                                                                                     | Triq il-Kbira / Triq Bwieraq                                               | 35°54′00,5″N 14°27′51,8″E/35,900149 14,464378 | 00257               |         |
| Nisza Niepokalanego Poczęcia                                                                                   | Pjazza San Frangisk                                                        | 35°54′00,7″N 14°27′52,1″E/35,900202 14,464475 | 00258               |         |
| Nisza Matki Bożej z Góry Karmel                                                                                | 195 Triq il-Kbira                                                          | 35°54′01,5″N 14°27′51,8″E/35,900423 14,464380 | 00259               |         |
| Nisza Madonna tal-Ħerba                                                                                        | Sqaq Buzaqq                                                                | 35°54′01,4″N 14°27′52,8″E/35,900391 14,464653 | 00260               |         |
| Nisza Matki Bożej z Góry Karmel                                                                                | 186 Triq il-Kbira                                                          | 35°54′01,3″N 14°27′52,1″E/35,900354 14,464477 | 00261               |         |
| Nisza św. Józefa                                                                                               | Triq San Kostantinu / Triq il-Kbira                                        | 35°54′01,7″N 14°27′51,6″E/35,900479 14,464327 | 00262               |         |
| Nisza Pietà | 31 Triq il-Kbira / Triq Has-Sajjied                                        | 35°54′03,4″N 14°27′49,9″E/35,900934 14,463861 | 00263               |         |
| Pusta nisza | Triq Has-Sajjied                                                           | 35°54′06,1″N 14°27′47,8″E/35,901694 14,463278 | 00264               |         |
| Nisza Ukrzyżowania Jezusa                                                                                      | 60 Triq il-Kbira                                                           | 35°54′07,0″N 14°27′49,0″E/35,901944 14,463611 | 00265               |         |
| Nisza Niepokalanego Poczęcia                                                                                   | Sqaq Nannuwa                                                               | 35°54′06,5″N 14°27′50,4″E/35,901806 14,464000 | 00266               |         |
| Kościół Narodzenia Najświętszej Maryi Panny (Matki Bożej Zwycięskiej)                                          | Triq il-Vitorja                                                            | 35°54′08,4″N 14°27′50,7″E/35,902333 14,464083 | 00267               |         |
| Nisza św. Michała                                                                                              | 9 Sqaq il-Vitorja                                                          | 35°54′09,6″N 14°27′50,5″E/35,902667 14,464028 | 00268               |         |
| Pusta nisza | Sqaq Nru 1, Triq il-Vitorja                                                | 35°54′09,5″N 14°27′53,1″E/35,902639 14,464750 | 00269               |         |
| Pusta nisza | 96 Triq il-Vitorja                                                         | 35°54′07,7″N 14°27′50,2″E/35,902139 14,463944 | 00270               |         |
| Nisza Madonny z Góry Karmel                                                                                    | 16 Triq il-Vitorja                                                         | 35°54′08,8″N 14°27′51,8″E/35,902444 14,464389 | 00271               |         |
| Nisza św. Heleny                                                                                               | 68 Triq il-Kbira                                                           | 35°54′07,4″N 14°27′48,6″E/35,902056 14,463500 | 00272               |         |
| Figura św. Pawła                                                                                               | 5 Triq Hal-Gharghur                                                        | 35°54′09,1″N 14°27′47,4″E/35,902528 14,463167 | 00273               |         |
| Nisza Matki Bożej Różańcowej                                                                                   | 5 Triq Hal-Gharghur                                                        | 35°54′09,2″N 14°27′47,5″E/35,902556 14,463194 | 00274               |         |
| Płaskorzeźba św. Franciszka z Asyżu                                                                            | Palazz Santa Liena, Triq Hal-Gharghur                                      | 35°54′09,6″N 14°27′47,8″E/35,902667 14,463278 | 00275               |         |
| Płaskorzeźba św. Marka                                                                                         | Palazz Santa Liena, Triq Hal-Gharghur                                      | 35°54′10,0″N 14°27′47,9″E/35,902778 14,463306 | 00276               |         |
| Nisza św. Józefa                                                                                               | Triq San Dwardu                                                            | 35°54′08,4″N 14°27′46,7″E/35,902333 14,462972 | 00277               |         |
| Kościół Madonna Tal-Ħerba                                                                                      | Triq Tal-Ħerba                                                             | 35°54′04,5″N 14°27′53,6″E/35,901250 14,464889 | 00278               |         |
| Płaskorzeźba Świętej Rodziny                                                                                   | "Sacred Family House", Triq tal-Ħabra                                      | 35°54′01,4″N 14°27′58,0″E/35,900389 14,466111 | 00279               |         |
| Figura Najświętszego Serca Jezusa                                                                              | 14 Triq tal-Ħerba                                                          | 35°54′02,9″N 14°27′53,5″E/35,900806 14,464861 | 00280               |         |
| Figura św. Heleny                                                                                              | Triq is-Santwarju / Triq Santa Liena                                       | 35°53′58,9″N 14°27′53,5″E/35,899694 14,464861 | 00281               |         |
| Kościół Matki Bożej Wspomożycielki Wiernych                                                                    | Triq San Giljan                                                            | 35°54′07,5″N 14°28′15,4″E/35,902083 14,470944 | 00282               |         |
| Krzyż | Triq San Giljan / Industrial Estate                                        | 35°54′09,4″N 14°28′22,1″E/35,902611 14,472806 | 00283               |         |
| Nisza św. Michała                                                                                              | Wiatrak Ta’ Ganu, Triq in-Naxxar / Triq Bwieraq                            | 35°53′59,9″N 14°27′21,4″E/35,899972 14,455944 | 00284               |         |
| Figura św. Heleny (brak figury, pozostała jedynie podstawa – wrzesień 2016)                                    | Triq in-Naxxar / Triq Piju XII                                             | 35°53′58,5″N 14°27′22,7″E/35,899583 14,456306 | 00285               |         |
| Kościół św. Alfonsa Liguori                                                                                    | Triq il-Wied                                                               | 35°53′50,0″N 14°27′29,9″E/35,897228 14,458316 | 00286               |         |
| Kościół św. Teresy z Lisieux                                                                                   | Triq il-Wied                                                               | 35°53′51,1″N 14°27′31,8″E/35,897528 14,458833 | 00287               |         |
| Figura św. Teresy z Ávili                                                                                      | Triq il-Wied / Triq Santa Tereza                                           | 35°53′48,8″N 14°27′29,4″E/35,896889 14,458167 | 00288               |         |
| Nisza Matki Bożej z Lourdes                                                                                    | Triq il-Wied / Triq tal-Karmnu                                             | 35°53′49,5″N 14°27′33,7″E/35,897083 14,459361 | 00289               |         |
| Nisza Wszystkich Świętych                                                                                      | Triq L-Imriehel / Triq Xorrox                                              | 35°53′41,2″N 14°27′36,1″E/35,894778 14,460028 | 00290               |         |
| Nisza św. Józefa                                                                                               | 38 Triq L-Imriehel                                                         | 35°53′44,3″N 14°27′36,9″E/35,895639 14,460250 | 00291               |         |
| Kościół Najświętszego Serca Jezusa                                                                             | Triq il-Ferrovija l-Qadima                                                 | 35°53′46,7″N 14°27′35,9″E/35,896306 14,459972 | 00292               |         |
| Stary kościół Matki Bożej                                                                                      | Triq Tumas Dingli                                                          | 35°53′42,3″N 14°27′46,6″E/35,895083 14,462944 | 00293               |         |
| Nisza Matki Bożej                                                                                              | Triq il-Kulleggjata / Triq Fleur-de-Lys                                    | 35°53′45,4″N 14°27′52,0″E/35,895944 14,464444 | 00294               |         |
| Nisza św. Józefa                                                                                               | 28-29 Triq Fleur-de-Lys                                                    | 35°53′44,6″N 14°27′54,0″E/35,895722 14,465000 | 00295               |         |
| Nisza Matki Bożej z Góry Karmel                                                                                | 5 Triq Mannarinu                                                           | 35°53′46,4″N 14°27′52,9″E/35,896222 14,464694 | 00296               |         |
| Nisza św. Jana Chrzciciela                                                                                     | Triq Fleur-de-Lys / Triq Salvu Psaila                                      | 35°53′43,0″N 14°27′56,8″E/35,895278 14,465778 | 00297               |         |
| Kościół św. Pawła                                                                                              | Triq il-Wied / Triq il-Kbira                                               | 35°53′48,2″N 14°27′44,6″E/35,896722 14,462389 | 00298               |         |
| Nisza Pietà | 40/41 Triq il-Wied                                                         | 35°53′48,7″N 14°27′41,9″E/35,896861 14,461639 | 00299               |         |
| Nisza św. Józefa                                                                                               | 195 Triq il-Wied                                                           | 35°53′49,0″N 14°27′42,8″E/35,896944 14,461889 | 00300               |         |
| Nisza Matki Bożej z Góry Karmel                                                                                | 45 Triq l-Imriehel                                                         | 35°53′46,2″N 14°27′38,8″E/35,896167 14,460778 | 00301               |         |
| Nisza św. Heleny                                                                                               | 379A Triq Fleur-de-Lys                                                     | 35°53′40,9″N 14°28′01,4″E/35,894694 14,467056 | 00302               |         |
| Nisza Matki Bożej Różańcowej                                                                                   | 79 Triq Fleur-de-Lys                                                       | 35°53′41,1″N 14°28′02,6″E/35,894750 14,467389 | 00303               |         |
| Nisza św. Antoniego                                                                                            | 111 Triq Fleur-de-Lys / Triq Sant’Antnin                                   | 35°53′39,5″N 14°28′08,3″E/35,894306 14,468972 | 00304               |         |
| Nisza Niepokalanego Poczęcia                                                                                   | 123 Triq Fleur-de-Lys                                                      | 35°53′38,5″N 14°28′10,0″E/35,894028 14,469444 | 00305               |         |
| Nisza Matki Bożej z Góry Karmel                                                                                | Triq Fleur-de-Lys / Triq Brighella                                         | 35°53′37,7″N 14°28′10,5″E/35,893806 14,469583 | 00306               |         |
| Płaskorzeźba Madonny z Dzieciątkiem                                                                            | Sqaq Nru 1, Triq San Giljan                                                | 35°54′04,8″N 14°28′04,9″E/35,901333 14,468028 | 00307               |         |
| Pusta nisza | 249 Triq San Giljan                                                        | 35°54′04,6″N 14°28′09,3″E/35,901278 14,469250 | 00308               |         |
| Płaskorzeźba                                                                                                   | 205 Triq L-Imsida                                                          | 35°53′51,4″N 14°27′56,3″E/35,897611 14,465639 | 00309               |         |
| Nisza Niepokalanego Poczęcia                                                                                   | 8 Triq Tahhan                                                              | 35°54′08,9″N 14°27′46,6″E/35,902472 14,462944 | 00310               |         |
| Nisza Matki Bożej z Lourdes                                                                                    | 6 Triq Tahhan                                                              | 35°54′08,9″N 14°27′46,7″E/35,902472 14,462972 | 00311               |         |
| Nisza Matki Bożej z Góry Karmel                                                                                | 2 Triq Tahhan                                                              | 35°54′08,7″N 14°27′47,0″E/35,902417 14,463056 | 00312               |         |
| Pusta nisza | 7 Sqaq Nru 1, Triq Has-Sajjied                                             | 35°54′05,5″N 14°27′48,1″E/35,901528 14,463361 | 00313               |         |
| Nisza Matki Bożej                                                                                              | 2 Sqaq Nru 1, Triq Has-Sajjied                                             | 35°54′05,9″N 14°27′47,7″E/35,901639 14,463250 | 00314               |         |
| Pusta nisza | 14 Sqaq Nru 1, Triq Has-Sajjied                                            | 35°54′05,9″N 14°27′46,6″E/35,901639 14,462944 | 00315               |         |
| Pusta nisza | 27 Sqaq Nru 1, Triq Has-Sajjied                                            | 35°54′05,2″N 14°27′45,4″E/35,901444 14,462611 | 00316               |         |
| Nisza św. Heleny                                                                                               | 30 Triq il-Laqxija / Triq il-Kbira                                         | 35°54′04,8″N 14°27′49,6″E/35,901333 14,463778 | 00317               |         |
| Pusta nisza | 1 Triq il-Laqxija                                                          | 35°54′06,0″N 14°27′51,1″E/35,901667 14,464194 | 00318               |         |
| Nisza św. Heleny                                                                                               | Triq il-Qasab / Triq Santa Marija                                          | 35°53′50,6″N 14°28′00,1″E/35,897389 14,466694 | 00319               |         |
| Płaskorzeźba Matki Bożej                                                                                       | 14 Triq il-Herba                                                           | 35°54′02,9″N 14°27′53,7″E/35,900806 14,464917 | 00320               |         |
| Płaskorzeźba św. Józefa                                                                                        | 14 Triq il-Herba                                                           | 35°54′02,9″N 14°27′53,4″E/35,900806 14,464833 | 00321               |         |
| Nisza św. Michała                                                                                              | Triq il-Qasab                                                              | 35°53′48,2″N 14°27′54,8″E/35,896722 14,465222 | 00322               |         |
| Akwedukt Wignacourta                                                                                           | Triq L-Imdina                                                              | 35°53′35,9″N 14°27′33,9″E/35,893306 14,459417 | 01165               |         |
| Wieża Birkirkara                                                                                               | Triq Għar il-Ġobon                                                         | 35°54′04,1″N 14°28′01,8″E/35,901139 14,467167 | 1433                |         |